# Umweltrechtsblog
Der Umweltrechtsblog ist ein Weblog, der Entwicklungen und Erkenntnisse aus dem österreichischen Umweltrecht veröffentlicht. Es handelt sich bei dem Umweltrechtsblog um ein Hybrid zwischen wissenschaftlicher und populärwissenschaftlicher (Online-)Fachliteratur im Bereich des öffentlichen Wirtschaftsrechts in Österreich. Peter Sander hat das Projekt im Jahr 2007 ins Leben gerufen.

## Inhalte
Autoren aus dem universitären Bereich wie auch aus der Praxis schreiben juristische und rechtspolitische Kurzbeiträge zu Themenbereichen des Umweltrechts, die sie eigenen Angaben zufolge aktuell nach wissenschaftlichen Grundsätzen bearbeiten. Das Besondere des Umweltrechtsblogs im Vergleich zu anderen Medien in diesem Fachbereich der Rechtswissenschaften ist seine angestrebte Tages- bzw. Wochenaktualität. Während Publikationen in anderen einschlägigen Medien oftmals Monate nach Einreichung eines Manuskripts auf Veröffentlichung warten, erscheinen Judikaturbesprechungen und Kommentare zu aktuellen Gesetzesvorhaben im Bereich des österreichischen Umweltrechts auf dem Umweltrechtsblog zeitnah und zumeist überhaupt als Erstes: Bahnbrechende Entscheidungen der Gerichte oder frisch beschlossene Gesetzesnovellen werden tagesaktuell besprochen. Diese Beiträge sind unmittelbar nach dem Verfassen für die Öffentlichkeit abrufbar. Der Umweltrechtsblog bietet nach eigenen Angaben die Möglichkeit, dass der Rechtsgelehrte, der sich mit dogmatischen Grundfragen auseinandersetzt, eine Kurzfassung seiner Arbeitsergebnisse ad hoc publizieren kann, wie auch der Legist des Ministeriums Überlegungen zu neuen Rechtsvorschriften oder der Behördenjurist aktuelle Entwicklungen aus seiner täglichen Entscheidungspraxis.

## Rezeption
Während juristische Weblogs vor allem in Amerika bereits eine längere Tradition haben (siehe z. B. lawfare zu rechtlichen Aspekten der nationalen Sicherheit in Amerika oder auch der teils humorige Elemente aufweisende Blog BitterLawyer.com) gibt es insbesondere in Österreich nur eine Handvoll vergleichbarer Blogs, zum Beispiel e-comm, den Blog zum österreichischen und europäischen Recht der elektronischen Kommunikationsnetze und -dienste oder UVP & Recht. Beiträge des Umweltrechtsblogs werden zudem in namhaften Kommentaren und auch in der Fachliteratur rezipiert und zitiert.